# Carol (phim)
Carol là một bộ phim chính kịch lãng mạn 2015 do Todd Haynes đạo diễn. Kịch bản phim do Phyllis Nagy chắp bút, dựa trên cuốn tiểu thuyết lãng mạn The Price of Salt của Patricia Highsmith xuất bản năm 1952 (sau đó tái xuất bản năm 1990 với tựa đề Carol). Phim có sự tham gia của Cate Blanchett, Rooney Mara, Sarah Paulson, Jake Lacy và Kyle Chandler. Lấy bối cảnh thành phố New York vào đầu thập niên 1950, Carol kể về câu chuyện của một mối tình ngang trái giữa một nhiếp ảnh gia nữ đầy tham vọng và một người phụ nữ lớn tuổi vừa trải qua một cuộc hôn nhân khó khăn.

## Sản xuất

### Phát triển
Carol dựa trên cuốn tiểu thuyết lãng mạn nửa tự truyện, nửa hư cấu The Price of Salt năm 1952 của nữ nhà văn Patricia Highsmith.  Sau khi bị Nhà xuất bản Harper & Brothers từ chối, cuốn sách được Nhà xuất bản Coward-McCann ấn hành dưới bút danh "Claire Morgan". Năm 1990, Highsmith cùng Nhà xuất bản Bloomsbury thống nhất tái xuất bản dưới tên riêng của cô đồng thời đổi tên thành Carol. Câu chuyện lấy cảm hứng vào mùa Giáng sinh năm 1948, khi ấy Highsmith đang làm nhân viên bán hàng tại cửa hàng đồ chơi của Bloomingdale ở New York. Ở nơi đây, cô đã gặp một người phụ nữ tóc hoe mặc áo khoác lông chồn. Bị ám ảnh với những ý tưởng trong đầu, tối đó, Highsmith về nhà và bắt tay vào viết một bản thảo dài tám trang, rồi dành ra vài tuần phát triển nó. Cuốn tiểu thuyết chính thức hoàn thành vào năm 1951. Nhân vật Therese Belivet dựa trên hình mẫu của chính Highsmith, trong khi người đàn bà tóc hoe truyền cảm hứng cho sự ra đời của nhân vật Carol Aird. Tuy nhiên, tính cách cùng mối quan hệ của nhân vật này lại hoàn toàn phỏng theo mối quan hệ giữa cô với hai người yêu cũ: cô nàng Virginia Kent Catherwood giao thiệp rộng và anh chàng phân tâm học Kathryn Hamill Cohen. Mối tình ngang trái này có kết quả không mấy tốt đẹp khi Catherwood mất quyền nuôi con gái sau phán quyết từ một vụ ly hôn đình đám liên quan đến đoạn băng ghi âm bí mật của cô và Highsmith.
Nhà sản xuất Dorothy Berwin - một người sinh ra ở London nhưng lại lớn lên ở New York - bắt đầu ấp ủ dự định gắn bó với dự án kể từ năm 1996. Cô cũng là người sở hữu bản quyền đối với cuốn tiểu thuyết. Theo lời giới thiệu của người đại diện ở London, cô tuyển mộ nhà viết kịch Phyllis Nagy và nhờ cô viết kịch bản cho bộ phim. Trùng hợp thay, Nagy lại là bạn của Highsmith. Bản viết tay kịch bản đầu tiên được Nagy khởi thảo vào năm 1997. Highsmith đề xuất Nagy nên phỏng theo một trong những cuốn tiểu thuyết của mình. Theo Nagy, Highsmith không tự tin rằng cuốn tiểu thuyết của cô có thể được dựng thành phim, đồng thời khiến người xem "thỏa mãn" vì "quan điểm chủ quan, mãnh liệt" của nó. Thế nên, Nagy quyết định điều chỉnh kịch bản để đảm bảo tính trung thực của nó với tài liệu nguồn, như cô từng nhận xét: "Tôi cảm thấy có trách nhiệm kỳ lạ khi nhận việc này, trách nhiệm đảm bảo rằng cuốn tiểu thuyết sẽ không bị làm hỏng theo nguyên tắc cơ bản nào đó, bởi vì cô ấy [Highsmith] không thích quá nhiều thứ phỏng theo tác phẩm của mình".
Trong thời gian vận động tài trợ, Nagy và Berwin bắt đầu ý thức được rằng mối quan hệ đồng tính luyến ái của các nhân vật trong phim không gây trở ngại nhiều bằng việc họ là phụ nữ. Nagy bộc bạch: "Việc hai người phụ nữ là nhân vật chính mới là vấn đề". Vào năm 2015, Berwin thuật lại rằng vào thời điểm đó, vào vai Carol là một ý tưởng mạo hiểm với bất kỳ ai. "Khi một dự án có sự góp mặt của Cate Blanchett, bạn luôn xem vai trò của cô ấy là ưu tiên". Film4 Productions và Tessa Ross đồng ý góp một phần kinh phí phát triển phim. Việc này đã giúp ý tưởng kéo dài qua nhiều năm, bởi khi "trải qua hơn một thập niên xét lại bởi nhiều đạo diễn lẫn các nhà đầu tư khác nhau", bao gồm Hettie MacDonald, Kenneth Branagh, Kimberly Peirce, John Maybury và Stephen Frears, thì dự án hoàn toàn bị đình trệ. Sự chậm trễ kéo dài là kết quả của việc đấu tranh nhằm giành lấy kinh phí cũng như quyền lợi, khi mối lo lắng về một bộ phim có chủ đề đồng tính và hai nhân vật chính lại là nữ đang dâng cao. Nagy chia sẻ rằng trong quá trình phát triển, có nhiều phim đồng tính nữ hoặc nam đã nhận được tài trợ. Theo cô đấy là những phim được thiết lập sẵn cho một mục đích nào đó, còn phim của cô thì không phải loại như vậy, khẳng định nó không được làm vì mục đích đặt sẵn. Kết quả, cô nhận về cái "trừng mắt" từ các nhà tài trợ.
Nagy nhấn mạnh bối cảnh những năm đầu thập niên 50 đóng vai trò quan trọng trong việc tạo dựng kịch bản. Theo cô, "có một quy ước" đặc biệt nơi "mọi người gắn kết với nhau về mặt thể xác", đồng thời thừa nhận rằng: "Bạn không có đủ các chỉ dẫn cần thiết để nhồi nhét cho khán giả đương đại những hệ thống giá trị và dấu hiệu cảm xúc mà vốn dĩ họ đã có". Trong khoảng thời gian dài thai nghén bộ phim, với sự có mặt của các đạo diễn lẫn những nhà đầu tư khác nhau, Nagy đã thẳng thừng từ chối nhiều lời đề nghị theo kiểu Carol hoặc Therese "nên cảm thấy tội lỗi vì họ đồng tính" và vì lẽ đó, họ "phải chịu những cảnh đổ vỡ". "Điều tôi biết [mình có thể làm] là thích nghi", Nagy nói, "đó là việc Pat thiếu khả năng suy luận tâm lý về sự hấp dẫn tình dục giữa Carol và Therese, đến cuối cùng, tình yêu của họ phải được duy trì. Tình yêu đó không thể bị hủy hoại bởi khao khát [của người xem] muốn thưởng thức bất kỳ kiểu tường thuật mang tính chất kịch tính, rập khuôn sáo rỗng nào về việc một cá nhân hay ai đó tương tự phải cảm thấy tội lỗi vì khuynh hướng tình dục của họ".
Nagy lấy bối cảnh phim muộn hơn vài năm so với nguyên tác, để "bình minh của chính quyền Eisenhower và sự trỗi dậy của HUAC trở nên nổi bật nhất". Một trong những thách thức là truyền tải quan điểm chủ quan bằng ngôi kể thứ ba có giới hạn, trong đó người dẫn chuyện "ngồi trên vai Therese và thường xuyên tiến vào (và lui ra khỏi) đầu cô ấy". Điều này đặt nhận thức của người xem hoàn toàn phụ thuộc vào lăng kính cuồng tín của Therese. Nagy ban đầu rất e ngại về cấu trúc kể chuyện, cho rằng: "Không có nhân vật nào của Carol cả. Cô ấy là một con ma đúng nghĩa, như cô ấy đáng ra nên thế, trong tiểu thuyết". Nagy cũng cho biết bản thân "bị choáng ngợp bởi nhiệm vụ phải cố gắng trưng ra hình ảnh tương đương [của nhân vật] sao cho giống với nguyên tác về mặt cấu trúc". Vì vậy, cô quyết định chuyển ngôi kể từ Therese sang Carol, vì "quan điểm luôn luôn thuộc về bên dễ bị tổn thương hơn". Cô để Therese hóa thân thành một nhiếp ảnh gia thay vì một nhà thiết kế, cho phép khán giả tận mắt chứng kiến quá trình chuyển hướng từ chuyện kể lên màn ảnh của Therese, nhân vật mà Nagy ví như một "người thay thế rõ ràng" cho chính tác giả là Highsmith. Nói đúng hơn, Nagy điểm xuyết nên Therese bằng hiểu biết mà cô có được từ người bạn của mình. Điều này thể hiện rõ thông qua một câu thoại của Therese: "Tôi bắt đầu chụp ảnh mọi người vì những người bạn của tôi nói rằng tôi phải quan tâm đến con người hơn". Câu thoại này cho thấy làm nổi bật lên tiêu chuẩn mà Highsmith suốt đời theo đuổi, đó là "tạm lánh xa cuộc sống rồi bình luận về nó trước khi quay trở lại cuộc sống". Về phần nhân vật Carol, Nagy lấy cảm hứng từ nhân vật của Grace Kelly trong Rear Window (1954). Với toàn quyền "phát minh ra một cuộc sống cho [Carol]", Nagy thừa nhận một khi cô thấu hiểu được hoàn toàn đời sống nội tâm và động lực của Carol, nhân vật dự định tạo dựng sẽ trở nên dễ viết hơn bao giờ hết. Từ quan điểm này, vị nữ biên kịch quyết định "tập trung vào bản chất của những gì gọi là tình yêu từ hai quan điểm", hướng các nhân vật đến việc "chỉ cư xử ... không cư ngụ".
Nagy nhận ra rằng cô sẽ "vượt thời gian theo một cách khác" vào cuốn tiểu thuyết, loại bỏ những yếu tố không cần thiết, những yếu tố làm chậm câu chuyện. Cô có "sự tự do tuyệt vời" khi phát triển kịch bản phim ở Anh, nơi không hề có hãng phim hay đạo diễn nào gắn bó với mình. Trong vài năm, cô đã cụ thể hóa đến 5 bản thảo "thích hợp". Hệ quả là, sau tất cả những lần cộng tác trước đó, Nagy nhận ra rằng "làm việc cho Todd thật dễ dàng và nhanh chóng. Cả hai chúng tôi đều có mối quan tâm đến sự tự chủ." Rồi hai người hợp tác để mài giũa kịch bản. Khi cả hai chính thức cùng hội cùng thuyền, họ mới thảo luận về "thứ sẽ trở thành bộ khung câu chuyện". Haynes cho biết, câu chuyện làm ông nhớ đến bộ phim cổ điển năm 1945 Brief Encounter. Vì lý do này, vị đạo diễn đề xuất nên sử dụng một kỹ xảo tương tự mà Nagy sau đó phải "xuôi theo bằng một cách nào đó". Cô lưu ý: "Ông ấy quan tâm đến những điều tương tự, một cách nghiêm túc, rằng kịch bản đã được quan tâm" và khẳng định: "Chúng tôi có thể giữ sự tự chủ đó kéo dài". Để hiện thực hóa điều này, Nagy làm cho cốt truyện trở nên bí ẩn hơn, lược bớt cốt truyện, cân nhắc theo câu thoại quan trọng đầu tiên mà Carol nói với Therese trong buổi hẹn: "[Em] thật là một cô gái kỳ lạ, rơi xuống từ bầu trời". Bằng cách ấy, Nagy và Haynes quyết tâm chắc nịch rằng họ sẽ không làm "một bộ phim đặt sẵn" hay một bộ phim chẳng đi được bao xa.
Tại Liên hoan phim Luân Đôn, Nagy tiết lộ cô đặt tựa đề cho bộ phim là Carol chứ không phải The Price of Salt, vì bản thân Highsmith đã đổi tên cuốn tiểu thuyết thành Carol khi nó được tái bản và cũng vì cô "thích sự kỳ lạ, ám ảnh khi gọi cuốn tiểu thuyết theo tên người khác đặt." Đạo diễn Haynes giải thích bộ phim có tên Carol vì cuốn tiểu thuyết "bị khóa vào quan điểm chủ quan của người phụ nữ trẻ hơn" và vì Carol "thực sự là đối tượng của lòng ham muốn xuyên suốt diễn biến truyện". Ông nói thêm: "Có một yếu tố, một cái gì đó xa cách ... một điều gì đó không ổn về [cô ấy], điều đó đặt Therese và những cảm giác mới này... lên đỉnh trong suốt phần lớn bộ phim". Về chủ đề phổ quát của câu chuyện, Haynes thừa nhận: "Câu hỏi xác tín thực sự không phải là liệu xã hội có chấp nhận tình cảm của [Therese] hay không, liệu người này có đáp tình yêu của cô ấy hay không?... Đó là những gì vượt qua ranh giới của tình yêu, hoặc thời điểm mà nó xảy ra, và rồi biến nó thành thứ gì đó khiến chúng ta bẽ mặt và san bằng tất cả chúng ta".

### Tiền kỳ
Vào khoảng năm 2004, nhà sản xuất người Anh Elizabeth Karlsen đến từ Number 9 Films bắt đầu để ý đến kịch bản của Nagy khi cô đang hợp tác sản xuất bộ phim Mrs. Harris với Christine Vachon của hãng Killer Films - một công ty có trụ sở tại New York. Đến năm 2010, bản quyền của Berwin đối với The Price of Salt chính thức hết hạn. Ngay lập tức, Karlsen mua lại bản thảo kịch bản của Nagy, mặc dù Berwin vẫn là người chịu trách nhiệm sản xuất chính của bộ phim. Một năm sau, Karlsen thuyết phục được Highsmith chuyển quyền sở hữu tác phẩm cho mình, đồng thời chấm dứt hợp đồng với Tessa Ross cũng như thuyết phục một Nagy thất vọng và chán nản tiếp tục ở lại. Các nhà sản xuất cũng mời một đạo diễn người Anh tham gia hợp tác, nhưng sau đó người này quyết định không tham gia vì xung đột lịch trình. Không cách nào khác, họ chuyển sang tuyển mộ đạo diễn người Ireland John Crowley. Danh sách đoàn làm phim chính thức người được công bố vào tháng 5 năm 2012 với sự hiện diện của dàn diễn viên gồm Cate Blanchett, Mia Wasikowska; những người chịu trách nhiệm sản xuất; Karlsen và Stephen Woolley của Number 9 Films và Tessa Ross của Film4 cùng những người có liên quan. Carol ban đầu dự định sẽ bắt đầu quay vào đầu năm 2013, nhưng ngay sau đó đạo diễn Crowley tuyên bố rút lui. Karlsen quyết định gọi điện cho Vachon để thảo luận về việc tìm một đạo diễn khác thay thế và nhận câu trả lời rằng Todd Haynes sẽ rảnh rỗi vì bộ phim sắp tới của ông ấy chắc chắn không thể được thực hiện vì ngôi sao chính của phim đã rời bỏ dự án. Nhận được lời gợi ý này, cả hai ngay lập tức tiếp cận Haynes. Vachon, với tư cách là cộng tác viên lâu năm của Haynes, đến gặp vị đạo diễn và hỏi liệu ông có hứng thú không. Vachon cũng khéo léo gửi lại kịch bản phim. Hai ngày sau, ông quyết định tham gia vào dự án. Vachon có mặt với vai trò nhà sản xuất. Ngày 22 tháng 5 năm 2013, tân đạo diễn Haynes được công bố. Ba ngày sau, tại Liên hoan phim Cannes, Công ty Weinstein cho biết họ đã mua được bản quyền phân phối bộ phim tại Hoa Kỳ từ HanWay Films.
Haynes lần đầu tiên nghe về Carol vào năm 2012 từ nhà thiết kế trang phục Sandy Powell. Cô là người thông báo với Haynes rằng Blanchett đang gắn bó cùng Karlsen để sản xuất dự án. Blanchett, nhà sản xuất điều hành thông qua công ty Dirty Films của cô, đã tham gia vào dự án này trong một thời gian dài. Khi Vachon tiếp cận Haynes vào năm 2013, ông mới biết rằng đoàn làm phim đang tìm kiếm một đạo diễn. Sau khi xem xét cốt truyện, bối cảnh lịch sử, xã hội của bộ phim, ông đồng ý hợp tác một lần nữa với Blanchett. Haynes bộc bạch: "Điều thú vị đối với tôi khi lần đầu đọc kịch bản này là... nó liên kết giữa tâm tính ban đầu của lòng khao khát với tâm tính ban đầu của tội phạm, trong đó cả hai đều là những bộ óc làm việc quá sức đang liên tục tưởng tượng ra những câu chuyện kể... trong trạng thái điên cuồng của sự hiếu động thái quá thầm kín trong tâm trí". Haynes hợp tác với Blanchett trong việc xây dựng kịch bản phim.
Tuy nhiên, một mối quan tâm khác lại xuất hiện khi nữ diễn viên Wasikowska phải rời bỏ dự án vì mâu thuẫn trong lịch trình. Haynes sau đó đã tiếp cận Rooney Mara. Cô được mời đóng vai Therese ngay sau khi hoàn thành bộ phim The Girl With the Dragon Tattoo năm 2011. Mara cho biết mặc dù bản thân yêu thích kịch bản và muốn làm việc với Blanchett, tuy nhiên cô vẫn từ chối vì cảm thấy kiệt sức, không đủ tự tin. Vào thời điểm Haynes tham gia dự án, cô vẫn "ở một khoảng không gian khác" và hoàn thoàn bị động, bất ngờ với lời mời này. Dù vậy, đến năm 2013, có thông tin cho rằng Mara đã thay thế Wasikowska. Sarah Paulson cũng được chọn vào vai Abby và Kyle Chandler đảm nhiệm vai Harsh vào tháng 1 năm 2014. Tháng tiếp theo, Cory Michael Smith được chọn vào vai Tommy và Jake Lacy trong vai Richard. Đến tháng 4 năm 2014, John Magaro vào vai Dannie. Carrie Brownstein sau đó cũng tham gia với vai diễn Genevieve Cantrell. Carter Burwell được thuê để sáng tác nhạc và Edward Lachman, người trước đây từng hợp tác với Haynes gánh lấy vai trò giám đốc hình ảnh.
Trong buổi tập dượt, Haynes, Blanchett và Mara nhận ra rằng một số đoạn hội thoại nghe hơi sáo rỗng và họ đồng ý rằng chúng nên được cắt bớt. Haynes coi việc này là thứ mà họ vẫn thường thực hiện. Cô bộc bạch: "Tôi cảm thấy đồng cảm với họ rằng lời nói và lời thoại không bao giờ mang sức nặng của câu chuyện". Nói về việc hợp tác với Haynes, nhà thiết kế trang phục Sandy Powell cho rằng ông "có một thị giác rất nhạy bén". Cô kể: "Ông bắt đầu với một cuốn sách chứa đầy hình ảnh mà ông biên soạn qua nhiều tháng", đồng thời nói vui rằng Haynes dường như bị ám ảnh với điều này như một dạng bệnh tật, nhưng "theo một cách tốt". Diện mạo của bộ phim được lấy cảm hứng và chịu ảnh hưởng từ những mảng màu hậu chiến do Ruth Orkin, Esther Bubley, Helen Levitt và Vivian Maier cố công sắp đặt, lồng ghép vào đó những hình ảnh trừu tượng của Saul Leiter. Vị đạo diễn đã sử dụng các tác phẩm của họ như một tài liệu tham khảo trực quan để mô tả một New York "bẩn thỉu và sa sút".
Trong quá trình chuẩn bị, các nhà sản xuất nhận thấy rằng chi phí làm phim ở khu vực New York sẽ tương đối đắt đỏ. Thêm vào đó, rất khó để tìm thấy những địa điểm tương tự ở khu vực này có bối cảnh tương đồng với New York đầu những năm 1950. Do đó, ban đầu, đoàn làm phim dự định chọn Montreal, dựa trên thỏa thuận hợp tác sản xuất với Canada, nhưng mọi thứ đảo chiều khi đạo diễn Haynes tham gia vào phim. Karlsen nhớ lại vào 27 năm trước, từng có một bộ phim được quay ở Cincinnati, Ohio lấy bối cảnh New York những năm 1950. Sau khi nghiên cứu kĩ về thành phố này, cô nhận thấy nó không hề thay đổi nhiều trong vài thập niên. Chưa kể, Ohio còn là một trong những địa điểm nhận ưu đãi thuế phim tốt nhất ở Hoa Kỳ, mà cư dân cũng rất thân thiện. Vì vậy, họ chọn nơi đây làm địa điểm bấm máy chính. Trong thời gian lưu lại đây, đoàn làm phim đã tuyển mộ nhiều diễn viên quần chúng từ chính cư dân địa phương.

### Quay phim
Vào tháng 12 năm 2013, đoàn làm phim chính thức tuyên bố Carol sẽ được quay tại Cincinnati, Ohio, cho phép các văn phòng sản xuất đi vào hoạt động vào đầu tháng 1 năm 2014. Đoàn làm phim dự kiến khởi quay vào giữa tháng 3 và tháng 5. Tháng 2 năm 2014, Ủy ban Điện ảnh Greater Cincinnati & Bắc Kentucky đã đưa ra lời mời chào từ các nhà sản xuất nhằm tìm kiếm các vai diễn quần chúng cùng một số chiếc xe đời cũ. Quá trình quay phim chính bắt đầu vào ngày 12 tháng 3 năm 2014 tại Công viên Eden ở Cincinnati. Đoàn tận dụng nhiều địa điểm khác nhau xung quanh Cincinnati, bao gồm Trung tâm thành phố Cincinnati, Công viên Hyde, Over-the-Rhine, Wyoming, Cheviot và Hamilton, cùng các khu vực Alexandria, Kentucky. Ngoại trừ căn nhà trọ, nơi hai diễn viên chính dùng làm nơi riêng tư cho các cảnh quay tình tứ, là một bối cảnh dựng sẵn thì mọi cảnh quay còn lại đều được thực hiện ở một địa điểm thực tế. Tầng thứ hai của một cửa hàng bách hóa bỏ hoang được dùng làm bối cảnh cho cửa hàng đồ chơi Frankenberg hư cấu trong phim. Quá trình quay phim hoàn tất vào ngày 2 tháng 5 năm 2014. Edward Lachman đã thực hiện các đoạn phim trên nền phim Super 16 mm bằng ống kính định dạng 35 mm.

### Hậu kỳ
Quá trình hậu kỳ ở New York mất bảy tháng để hoàn thành. Trong thời gian này, Haynes đã tham gia vào quá trình biên tập phim cùng với Affonso Gonçalves. Hiệu ứng hình ảnh (VFX) đã được sử dụng để loại bỏ những đặc điểm có tính hiện đại khỏi phông nền, với sáu "cảnh quay then chốt" cần dùng tới VFX. Theo Haynes, những cảnh quay chuyển động trở nên đặc biệt phức tạp khi được lọc thông qua các cửa sổ, mưa, bụi cùng nhiều yếu tố khác. Ông cũng cho rằng những chi tiết dựng bằng công nghệ CGI "phải phù hợp gần như tuyệt đối với tiếng nói của chính bản thân nó, dựa vào thành phần bản chất và mức độ đau khổ". Ngoài ra, quy trình DI (chèn vào giai đoạn giữa của quá trình làm phim) cũng được sử dụng để đạt được "bảng màu rất đặc biệt, mang một chút màu sắc như bị hỏng". Haynes dành ra năm tuần rưỡi để nghiên cứu bản phim đã qua chỉnh sửa của Gonçalves, rồi dùng bốn tuần còn lại tự mình chỉnh sửa các chi tiết. Sau đó, các nhà sản xuất sẽ tiến hành thẩm định lại những chi tiết chỉnh sửa này rồi tổ chức một vài buổi chiếu thử với bạn bè và người quen. Họ quyết định cho Harvey Weinstein xem thử bản chỉnh sửa đó và ông tỏ ra rất ấn tượng với nó.
Haynes xác nhận hoàn thành sản phẩm như đã hẹn vào ngày 15 tháng 12 năm 2014. Carrie Brownstein tỏ ra không hài lòng khi đoạn chỉnh sửa đầu tiên đã cắt đi rất nhiều thời lượng phim, trong đó hầu hết các cảnh có mặt của cô đều bị lược bỏ. Vào tháng 11 năm 2015, Sarah Paulson thông báo rằng một cảnh quan trọng giữa Abby và Therese cùng một vài cuộc trò chuyện có mặt Carol cũng bị cắt. Vào tháng 1 năm 2016, Rooney Mara cho biết một cảnh thân mật giữa Therese và Richard cũng bị xóa đi. Theo Gonçalves, lần cắt đầu tiên, thời lượng được ấn định còn hai tiếng rưỡi, nhưng đến lần cắt tiếp theo, thời lượng giảm xuống còn 118 phút. Giải thích về ý đồ của mình, trong một cuộc phỏng vấn vào tháng 10 năm 2015, Haynes chia sẻ: "Chúng tôi cắt rất nhiều cảnh vì nó quá dài, và tất cả chúng đều được thực hiện tốt và độc đáo. Chúng tôi không bao giờ cắt tất cả các cảnh chỉ vì chúng quá kém. Đó chỉ là một quy trình chỉnh sửa bắt buộc mà tất cả các bộ phim đều phải thực hiện".

## Đón nhận

### Đánh giá chuyên môn
Carol đã nhận được sự tung hô lên đến mười phút trong buổi ra mắt chính thức và công chiếu cho cánh báo chí tại Liên hoan phim Cannes. Các nhà phê bình ca ngợi vai trò chỉ đạo của Haynes, màn trình diễn của Blanchett và Mara, kỹ thuật quay phim, phục trang lẫn âm nhạc. Họ đánh giá bộ phim là ứng cử viên nặng ký cho các hạng mục giải thưởng tại liên hoan phim này. Trên trang tổng hợp đánh giá Rotten Tomatoes, bộ phim đạt tỉ lệ ủng hộ 94% dựa trên 304 đánh giá, với điểm số trung bình là 8,6/10. Đánh giá chung trên trang đồng thuận rằng: "Được định hình bởi tài chỉ đạo khéo léo của Todd Haynes và được hỗ trợ bởi một dàn diễn viên hùng hậu mà Cate Blanchett và Rooney Mara là nhân tố chính, Carol thỏa mãn sự kỳ vọng bằng nguồn nguyên liệu sáng tạo của chính bản thân nó". Ngoài ra, Rotten Tomatoes đã điền tên Carol vào danh mục tác phẩm lãng mạn được phê bình xuất sắc nhất năm 2015 tại lễ trao giải Golden Tomato thường niên của họ. Trên Metacritic, bộ phim có điểm số 94 trên 100, dựa trên 45 đánh giá, cho thấy "sự hoan nghênh toàn cầu", đồng thời là một tác phẩm "phải xem". Carol cũng là sản phẩm điện ảnh được đánh giá xuất sắc nhất năm 2015 của chuyên trang này.
Viết cho tạp chí Sight & Sound, Kate Stables ca ngợi: "Sự kiềm tỏa thanh lịch là khẩu hiệu của bộ phim... Trong tác phẩm chứa đựng đầy sự tính toán thú vị này, mỗi góc quay và phông cảnh được phóng tác cẩn thận sao cho khơi gợi lòng tôn trọng với điện ảnh thập niên 50 của thế kỉ 20, nhưng vẫn chứa đựng một nỗi mơ hồ dễ cảm mang đậm chất đương đại không thể chối cãi". Kenneth Turan của tờ Los Angeles Times nhìn nhận Carol là "một đoạn kịch tâm lý tình cảm không thể coi thường về dáng hình của dục vọng, một ví dụ mơ hồ về thực tại được tôn lên, thu hút những xúc cảm bất chấp nhiều suy liệu mà người ta dành cho nó... Cái nhìn trực quan căng tràn nhựa sống nhưng có kiểm soát của Carol là chất men say đắm. Đây là cách làm phim thường được thực hiện bởi các bậc thầy, là thứ kinh nghiệm đáng để thưởng thức qua". Trên tờ The New York Times, nhà phê bình A. O. Scott thừa nhận: "Mang trong mình cùng lúc vẻ nồng nàn và nghiền ngẫm, lý trí và ngất ngây, Carol là một nghiên cứu về sức hấp dẫn của con người, trong vật lý và quang học của tình ái. Với lời thoại thưa thớt và tính chính kịch có chừng mực, bộ phim là một bản giao hưởng của các góc quay và ánh nhìn, của màu sắc và bóng tối". Amy Taubin từ tạp chí Film Comment nhìn nhận: "Cách trần thuật mà Phyllis Nagy chạm trổ hết sức chính xác từ cuốn tiểu thuyết vụng về, kỳ thực vô cùng đơn giản... Điều đáng chú ý ở Carol là nó dường như hiện diện hoàn toàn trong thực tại—chính xác là thực tại của sự sôi nổi, bốc đồng, sự loạn nhịp của con tim trước niềm ham muốn lãng mạn. Đó là tác phẩm của những cử chỉ và ánh nhìn, của lời hứa tự do được che đậy một cách tinh tế. Bộ phim chắc chắn không thể tồn tại nếu không có màn trình diễn phi thường của Blanchett và Mara". David Stratton của The Australian khẳng định: "Cuộc gặp gỡ của hai người phụ nữ này là một phân cảnh thật kích thích. Đôi mắt của họ chạm nhau và giữa họ chẳng hề có lời gì quan trọng ngoài sự tương tác thông thường giữa người mua sắm và trợ lý cửa hàng, nhưng Haynes và dàn diễn viên tuyệt vời của ông đã làm cho phân cảnh đó trở nên rõ ràng hơn bao giờ hết, rằng có thứ gì đó cực kỳ đặc biệt đã nảy sinh, đó là tình yêu ngay từ ánh nhìn đầu tiên".
Geoffrey Macnab của The Independent cho biết: "Bộ phim mới nhất của Todd Haynes là một câu chuyện tinh tế, cảm động và đầy mùi vị gian trá giữa hai người phụ nữ (được thể hiện một cách nổi bật theo phong cách tương phản bằng cặp đôi Cate Blanchett và Rooney Mara), những người không muốn chống lại 'bản năng của chính họ'. . . Kịch bản của Phyllis Nagy nhấn mạnh tính sắt đá và tự lực của hai nhân vật, rồi bằng kiểu cách ranh mãnh và nổi loạn, Haynes lột trần những áp lực nơi một xã hội từ chối thừa nhận "sự khác biệt" dưới bất kỳ hình thức nào". Andrew O'Hehir của tạp chí Salon hồ hởi viết: "Từ những cảnh mở đầu của mùa thu, những con đường đầy mưa ở New York vào một thời điểm nào đó từ giữa thế kỷ trước, một Carol lộng lẫy của Todd Haynes đã khơi gợi lên một cảm xúc lãng mạn thê lương, đan xen giữa một nửa hoài cổ với một nửa xấu xa không bao giờ kết thúc". Peter Howell của Toronto Star đánh giá cao tác phẩm, cho biết: "Những thành tựu huy hoàng này [của bộ phim] hoàn toàn có lý do của nó. Nhà điện ảnh Ed Lachman đã tận dụng tốt nền phim Super 16 mm để đạt được màu sắc lặng thinh đặc trưng theo thời đại và kết cấu mềm mại hơn. Việc thiết kế sản xuất một cách chính xác cùng sự kết hợp giữa bóng của hai sắc xanh lá cây và đỏ đã khiến việc trải nghiệm bộ phim trở thành quá trình dấn thân khám phá một tác phẩm hội họa của Edward Hopper". Viết trên tờ The Guardian, Mark Kermode thốt lên kinh ngạc: "Bản chuyển thể tuyệt vời của cuốn tiểu thuyết năm 1952 do Patricia Highsmith sáng tác này quả là một nước đi đúng đắn. Từ kịch bản đầy lôi cuốn của Phyllis Nagy cho đến màn trình diễn run rẩy nhưng cứng cáp của Cate Blanchett trong hình hài một phụ nữ thượng lưu với mọi thứ đáng giá, tác phẩm là sự tái hiện một cách tuyệt vời những rung động, nước mắt cùng nỗi sợ hãi nơi một tình yêu bị cấm đoán".
Viết cho tạp chí Variety, Justin Chang cho biết: "mặc dù giữa họ có những sự khác biệt rõ ràng về giai cấp và xuất thân, nhưng Therese và Carol dường như khiến bản thân (và khán giả) nhanh chóng trở nên dễ chịu hơn và bằng một cách tự nhiên nào đó đã trở nên gắn bó với nhau mà không màng định nghĩa hay bàn cãi—một sự lựa chọn không chỉ tác động tới thời đại khi mà tình yêu đồng giới không được phép nói ra, mà còn tác động đến niềm tin của Haynes vào sức mạnh của môi trường để đạt được khả năng hùng biện vượt xa những ngôn từ thông thường". Nhận xét về tác phẩm, Francine Prose của tạp chí The New York Review of Books viết: "Sự tinh tế, tính nhẫn nại và thời lượng đáng kể mà bộ phim dành cho trải nghiệm khi yêu: những sự đắn đo và ngờ vực, những cuộc hội thoại tưởng chừng như bình thường nhưng chất chứa ý nghĩa và những cảm xúc bị dồn nén, niềm hạnh phúc giản đơn khi được ở bên nhau". Anita Katz từ San Francisco Examiner nói: "Haynes đã thành công trong việc tạo nên một vở bi kịch có tính bao quát kết hợp với bản chất xã hội ở cốt lõi. Là một tác phẩm có tính thời đại, bộ phim khiến chúng ta đắm chìm trong phong cách và dáng điệu của thập niên 50. Như một kinh nghiệm giác quan, nó khiến mọi thứ trở nên chói lòa, từ những vệt mưa trên cửa sổ cho đến chiếc mũ tam o' shanter của Therese. . . Haynes thể hiện một cách mạnh mẽ hậu quả của sự ngu dốt và thiếu khoan dung. Với kết cấu ấn tượng, bộ phim chứa đựng những cái nhìn bí mật và những khía cạnh nhỏ khác của tình yêu bị ngăn cấm". Ann Hornaday của tờ The Washington Post thừa nhận: "Carol là một màn trình diễn trên cả tuyệt vời, vì nhờ vậy mà các mật mã và tín hiệu đã truyền tải được những chất liệt cốt yếu nhất của cuộc sống [...] Từ một kịch bản được tạo tác cẩn thận dưới bàn tay của Phyllis Nagy, Haynes đã khắc họa hình ảnh hai con người với vẻ bề ngoài đang thèm khát lẫn nhau, nhưng bên trong lại nhâm nhi trà và cocktail với vẻ mặt đứng đắn". Peter Travers của Rolling Stone gọi Carol là "một trong những bộ phim hay nhất của năm", đồng thời khẳng định: "thợ máy ảnh điêu luyện Edward Lachman tìm thấy chất thi vị của thị giác trong chủ nghĩa gợi tình giường chiếu bao trùm lên Carol và Therese, [mà ở đó Therese], một nhiếp ảnh gia nghiệp dư luôn đặt Carol trong ống kính của riêng mình. Blanchett hiện lên như một giấc mộng lướt đi trong bộ váy của Sandy Powell, với màn diễn xuất vô cùng tài giỏi. Còn Mara trông thật hoàn mỹ". Ông khẳng định tác phẩm là một sự thu hút lãng mạn có tác động rất sâu sắc". Stephen Whitty trên tờ Daily News khẳng định Carol là "một câu chuyện tình lãng mạn đồng tính nữ nhưng không ai thốt ra từ nào về 'đồng tính nữ' .... bởi vì đây không chỉ là một câu chuyện về những người đồng tính nữ. Đó là câu chuyện về con người".
Trong loạt bài về những bộ phim hay nhất của thập niên 2010, tạp chí IndieWire xếp Carol nằm ở vị trí thứ bảy; trong khi diễn xuất của Cate Blanchett được coi là màn trình diễn tốt thứ hai; cảnh mở đầu của phim xếp thứ sáu trong những cảnh phim hay nhất thập kỉ; riêng nhạc phim của Carter Burwell nằm ở vị trí thứ hai trong bảng xếp hạng. Kịch bản phim được trang web này đánh giá là kịch bản tốt thứ 19 của Mỹ trong thập niên 2010.